# Премія Жінка ІІІ тисячоліття 2006
2-га церемонія вручення Всеукраїнської Премії «Жінка ІІІ тисячоліття» українським жінкам відбулася 20 травня 2006 року в залі Міжнародному Центрі культури і мистецтв у Києві.

## Номінації
Всеукраїнською премією «Жінка ІІІ тисячоліття» відзначили 48 жінок у трьох номінаціях: «Знакова постать», «Рейтинг» та «Перспектива».

### Рейтинг
Найбільше, 32 жінки, були відзначені у номінації «Рейтинг».
Серед них найбільш відомі:
- заслужена артистка України Ірина Білик та ведуча музичних програм телеканалу «Інтер» Ольга Горбачова,
- дизайнерка одягу Роксолана Богуцька,
- народна артистка України Тетяна Назарова,
- телеведуча Наталія Мосейчук,
- заступниця Міністра України у справах сім'ї, молоді та спорту Тетяна Кондратюк.
- чотириразова чемпіонка ІХ параолімпійських ігор Олена Юрковська — Герой України, [2].

### Знакова постать
Вперше цією нагородою було відзначено 8 відомих жінок. Серед них: 
- народна артистка СРСР, народна артистка України Ада Роговцева,
- народна артистка України, Герой України Ніна Матвієнко,
- заслужена артистка України Ганна Сумська-Опанасенко,
- президент федерації гімнастики України, Герой України Альбіна Дерюгіна,
- президент агенції моделей Karin MMG Влада Литовченко[3]

### Перспектива
Цією нагородою було відзначено сім молодих жінок.  